# ツノトカゲ科
ツノトカゲ科 (Phrynosomatidae) は、有鱗目イグアナ下目の1科である。広義のイグアナ科内のツノトカゲ亜科 (Phrynosomanidae) またはまれにハリトカゲ亜科 (Sceloporinae) とすることもあるが、近年は独立科とすることが多い。
新大陸固有のため日本で馴染み深い種はないが、ペット用として輸入されている。

## 分布
北米大陸のうち、カナダ南部からアメリカ合衆国、中央アメリカのパナマまで。

## 特徴
ほとんどは体長10センチメートル以内の小さなトカゲ。
胴の断面は丸いか上下に扁平。
卵生。（他のイグアナ下目には卵胎生の種もいる）

## 分類
分子・系統双方の系統解析で、ツノトカゲ科の単系統性は強く支持されている。
9属に分類される。
- ツノトカゲ亜科 Phrynosomatinae
  - シマオトカゲ属 Callisaurus
  - オオミミナシトカゲ属 Cophosaurus - オオミミナシトカゲ1種
  - ミミナシトカゲ属 Holbrookia
  - ツノトカゲ属 Phrynosoma - サバクツノトカゲ、マルオツノトカゲなど
  - クシユビトカゲ Uma
- ハリトカゲ亜科 Sceloporinae
  - イワバトカゲ属 Petrosaurus - ウミベイワバトカゲなど
  - ハリトカゲ属 Sceloporus - イワハリトカゲ、サバクハリトカゲ、マラカイトハリトカゲなど
  - ノボリユタトカゲ属 Urosaurus - ニシキノボリユタトカゲなど
  - ユタトカゲ属 Uta - ワキモンユタトカゲなど

## 画像

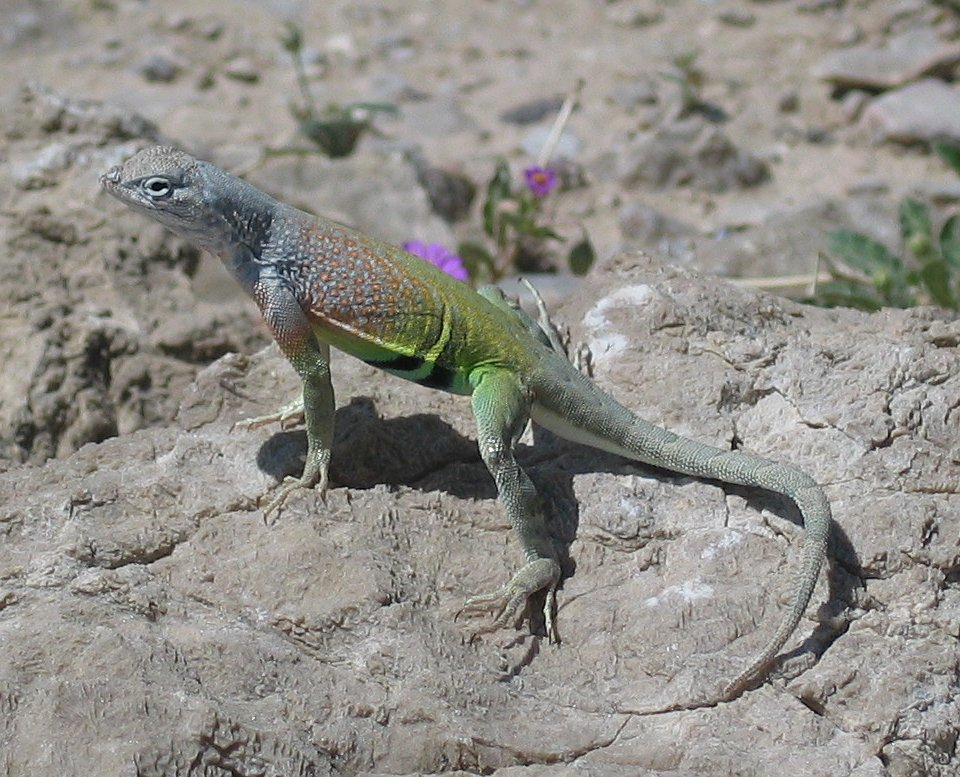
オオミミナシトカゲ (Cophosaurus texanus)
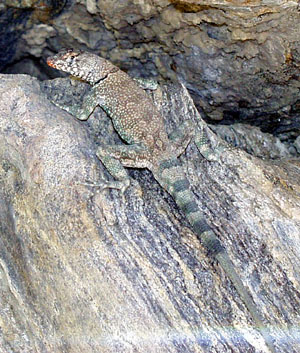
Banded Rock Lizard (Petrosaurus mearnsi)
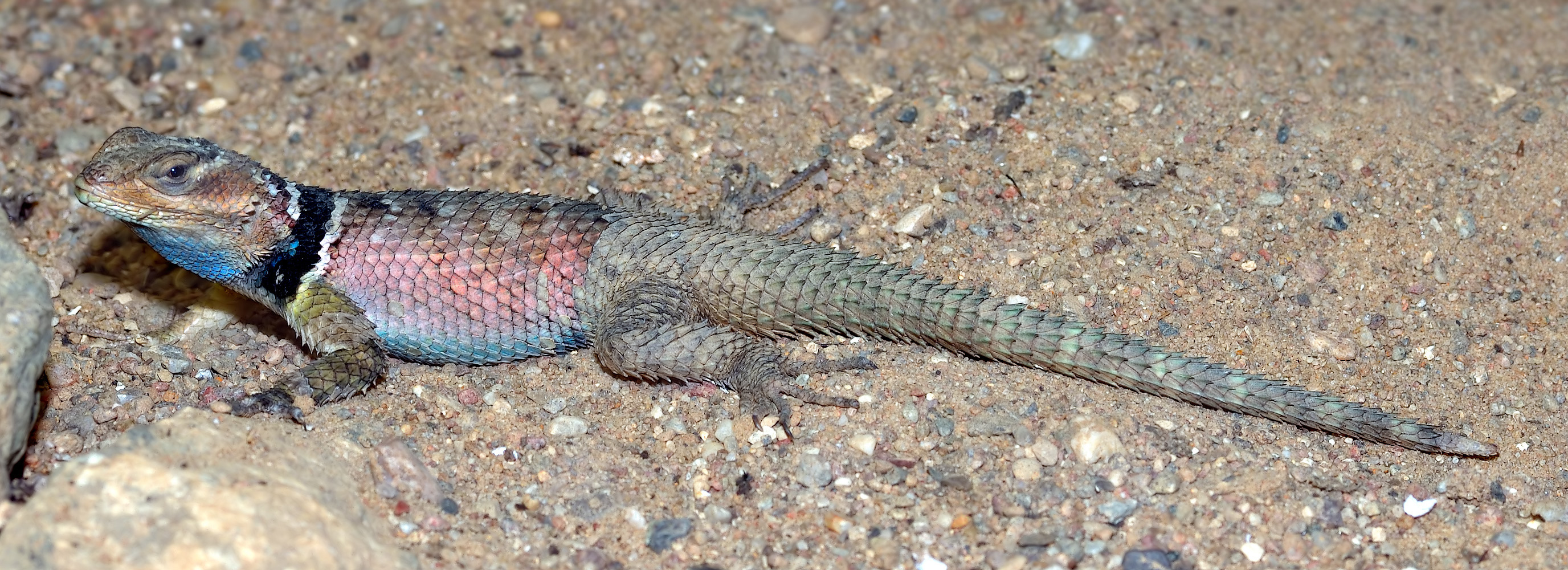
アオハリトカゲ  (Sceloporus cyanogenys)
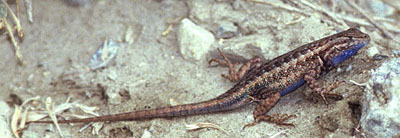
メキシコハリトカゲ (Sceloporus graciosus)
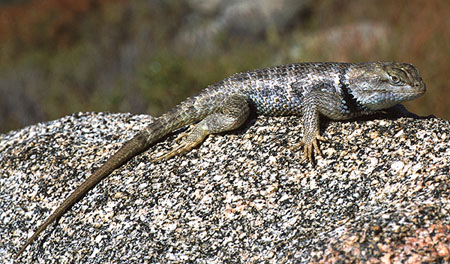
サバクハリトカゲ (Sceloporus magister)
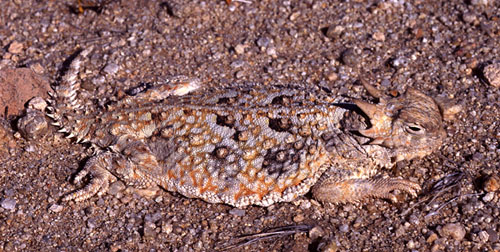
サバクツノトカゲ (Phrynosoma platyrhinos)
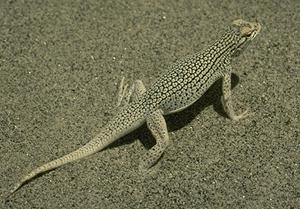
Coachella Valley Fringe-toed Lizard (Uma inornata)
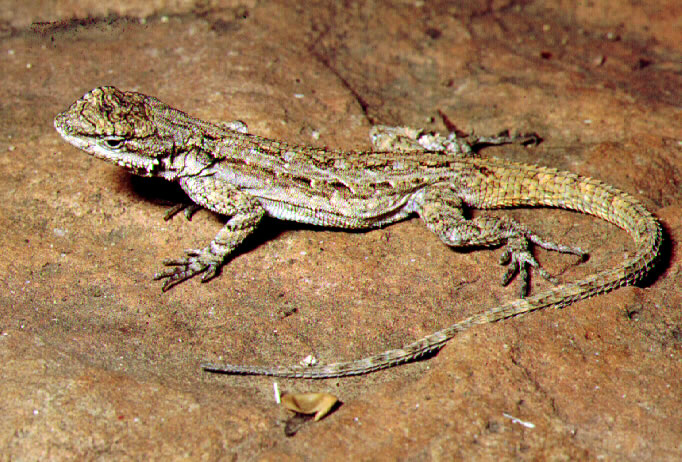
ニシキノボリユタトカゲ (Urosaurus ornatus)